# Tre dar på luffen
Tre dar på luffen är en svensk dramafilm från 1964 i regi av Ragnar Frisk.

## Handling
De båda tvillingsystrarna Britta och Sonja återses på barndomsgården och upptäcker att deras far uppvaktar en tvivelaktig dam. De är rädda att han ska sälja gården för att flytta till Stockholm och låta den nya damen sätta sprätt på pengarna. Tillsammans med Göran och kandidat Svensson gör de upp planer på hur de ska hindra en utförsäljning och få gården att gå runt istället. Samtidigt finner alla kärleken.

## Om filmen
Filmen premiärvisades 26 december 1964. Den spelades in av Karl-Erik Alberts. Som förlaga har man Hilding Källéns roman Nyordning på Sjögårda från 1944. Romanen har tidigare använts som förlaga till en film i regi av Weyler Hildebrand, se Nyordning på Sjögårda

## Roller i urval
- Åke Söderblom – major Per-Axel Grasser, godsägare
- Anita Lindblom – Britta, Per-Axels dotter
- Anita Lindblom – Sonja, Brittas tvillingsyster
- Thore Skogman – Göran Andersson
- Gunnel Nilsson – Hilma Matilda, kokerska
- Renée Agén – Lillemor, Hilmas dotter
- Siv Ericks – Marietta Norén
- Nils Hallberg – kandidat Svensson
- Charlie Norman – Johnny Lansing, orkesterledare
- Hasse Burman – Loffe, medlem av Johnny Lansing Boys
- Rolf Berg – Wille, medlem av Johnny Lansing Boys
- Olof Huddén – Valdemar Skårstedt, grosshandlare
- Börje Mellvig – Modehusets conferencier
- Carl-Axel Elfving – Kalle, kusk och allt-i-allo
- Gösta Bernhard – disponent Jönshammar
- Nils Kihlberg – doktor Magnus Ryman

## Filmmusik i urval
- Tre dar på luffen, kompositör och text Thore Skogman
- Vilda Matilda, kompositör och text Thore Skogman
- De e så kul, kompositör och text Thore Skogman
- Lantlig miljö, kompositör och text Thore Skogman